# Paphiopedilum glaucophyllum
Paphiopedilum glaucophyllum é uma espécie de orquídea (Orchidaceae) do Sudeste Asiático.